# Publio Cornelio Rútilo Coso
Publio Cornelio Rútilo Coso  fue un político y militar romano del siglo V a. C. perteneciente a la gens Cornelia.

## Familia
Rútilo Coso fue miembro de los Cornelios Cosos, una de las primeras ramas familiares patricias de la gens Cornelia. Fue hermano del cónsul y tribuno consular Aulo Cornelio Coso y, probablemente, del tribuno consular Servio Cornelio Coso.

## Carrera pública
Fue nombrado dictador en el año 408 a. C. por el tribuno consular de ese año Cayo Servilio Ahala a quien nombró a su vez magister equitum. Dirigió la guerra contra los volscos de Antium que terminó de forma rápida en una sola batalla. Ordenó el saqueo del territorio volsco y se hizo con una plaza fuerte a orillas del lago Fucino donde hizo tres mil prisioneros. Tras regresar a Roma, dimitió de la magistratura.
Dos años después fue elegido tribuno consular. El Senado trató de declarar la guerra a los veyentes, pero se encontró con la oposición de los tribunos de la plebe. Mientras se discutía en Roma, Rútilo Coso y dos de sus colegas, Lucio Valerio Potito y Numerio Fabio Ambusto, encaminaron el ejército a territorio volsco para saquearlo, tocándole a Rútilo devastar la región alrededor de Ecetra.